# Pocoucov
Pocoucov (německy Pocoucow, původně nejspíš Podsoudcov) je vesnice asi půldruhého kilometru severně od města Třebíče. Nedaleko Pocoucova protéká Okřešický potok, v jeho blízkosti se poté nachází také soustava rybníků. Nadmořská výška vesnice se pohybuje okolo 450 m n. m.
Ve vesnici se nachází autobusová zastávka, kaplička sv. Petra a Pavla a dříve též obchod se smíšeným zbožím.
Pocoucov patřil mezi nejstarší statky třebíčského kláštera a první písemná zmínka o něm pochází již z roku 1101. Místní částí města Třebíč se stal v roce 1980 a dříve patřil také k vesnici Trnava. Ve vesnici žije 181 obyvatel.

## Etymologie

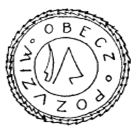
Stará obecní pečeť, kde je Pocoucov uveden jako Pozuziw; ve středu pečeti jsou vyobrazeny krojidlo a radlo

Název vsi je dnes foneticky zapisován jako Pocoucov a je odvozován od názvu Podsoudcov – slova podsoudce – podřízený soudce. Tento původ ovšem není jistý vzhledem k různým dalším psaným podobám — ve výpise majetku třebíčského z roku 1556 je Pocoucov zmíněn jako Poczauczow ("cz" zde znamená pravděpodobně "c"), v zemských deskách z roku 1558, tedy o dva roky mladších než je předešlý dokument, se objevuje jako Pacúlcow a na staré obecní pečeti dokonce jako Pozuziw ("z" zde znamená pravděpodobně rovněž "c"). Dalším možným původem názvu vesnice je jméno třebíčského primátora, kterým v roce 1661 byl Jan Podcaucowský.
Kdyby byl název Poczauczow nejstarší a zároveň byl možný zápis pomocí spřežkového pravopisu, původní název obce by byl nejspíše skutečně čten jako Pocoucov (cz = c, au = ou). Ovšem nejstarší název lze nalézt ve výčtu klášterního majetku z roku 1101.

## Dějiny
Ze starších dob byl v blízkosti vesnice nalezen pouze neolitický mlat.
První písemná zmínka pochází z roku 1101, kdy je uveden a ve výčtu majetku třebíčského kláštera darovaného Oldřichem Brněnským. Osada tedy téměř od samého začátku patřila třebíčskému klášteru, který zde později měl dva many.
Roku 1556 zde bylo 10 celoláníků a dva mani. V r. 1678 bylo v obci 9 láníků a 1 půlláník. Roku 1840 zde bylo 8 celoláníků a dva půlláníci. V r. 1678 bylo v obci 9 láníků, 1 půlláník, 2 dvořáci, 1 chalupník a 10 domkařů. Část obyvatel se živila kamenictvím.

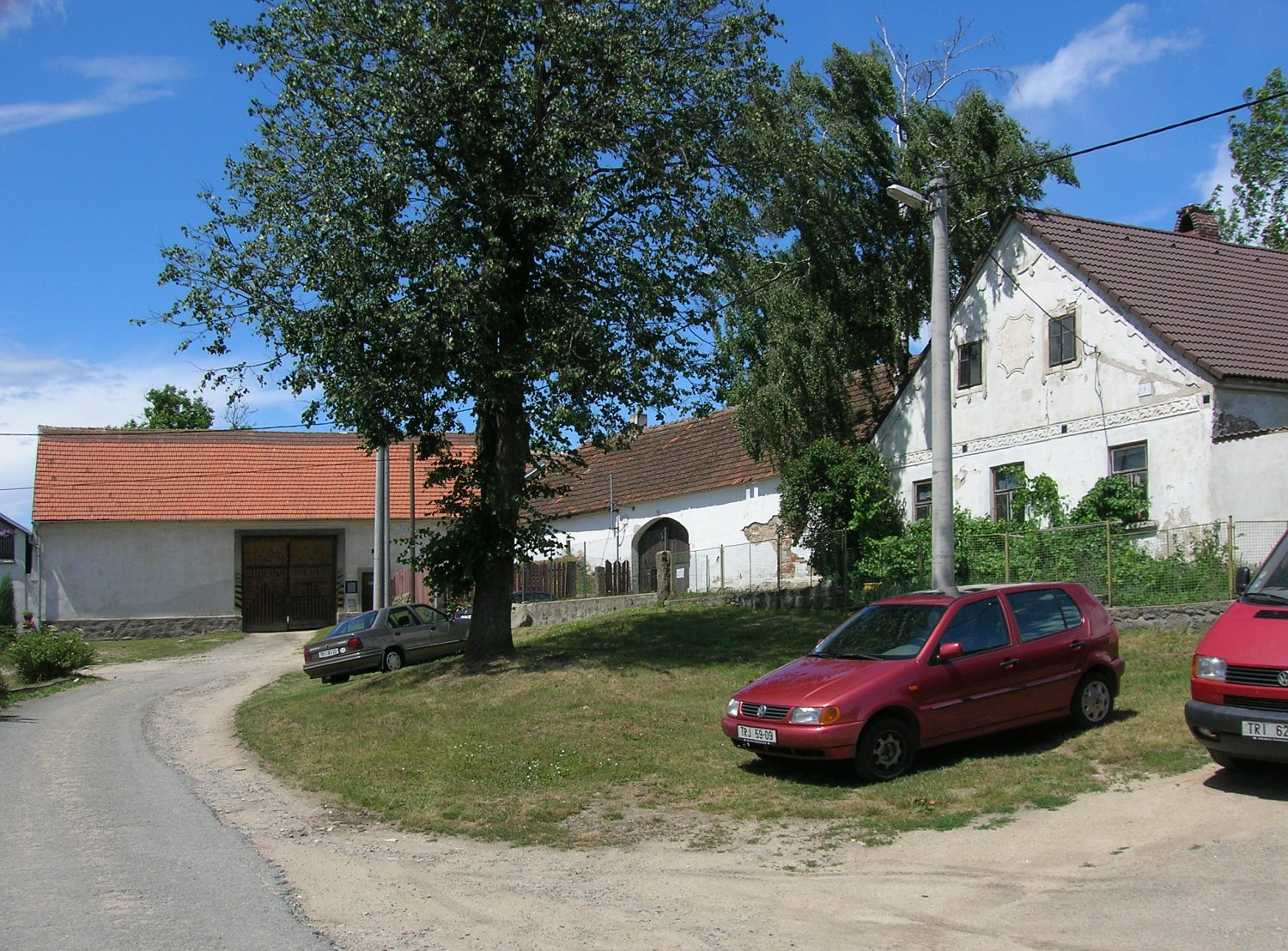
Starší zemědělská usedlost na severozápadě

Do roku 1882 byl Pocoucov osadou blízké vesnice Trnavy.
Během první světové války zahynulo celkem 8 občanů Pocoucova. Všichni byli vojáky. Vdovský a sirotčí důchod potom dostávaly dvě vdovy a ve vesnici žilo celkem 7 válečných sirotků.
Od roku 1924 v Pocoucově působil spolek Domovina. Na přelomu let 1936 a 1937 byla ve vesnici zavedena elektřina. Obecní škola byla založena roku 1911, od roku 1924 byla jednotřídní.
Za druhé světové války se někteří obyvatelé aktivně zapojili do odboje proti okupantům. Po válce v roce 1950 byl v obci založen Hasičský sbor s 18 členy. Téhož roku vzniklo v Pocoucově také Jednotné zemědělské družstvo. To rozhodnutím rady ONV v Třebíči z 24. března 1965 s platností od 1. ledna téhož roku zaniklo a hospodářství družstva bylo začleněno do Šlechtitelského a semenářského ústavu v Brně, odštěpného závodu Semenářský statek v Třebíči.
Od 1. ledna 1980 byl Pocoucov spolu s dalšími devíti vesnicemi připojen k Třebíči a stal se jeho integrovanou místní částí. V roce 2018 svazek Vodovody a kanalizace Třebíč vybudoval v Pocoucově splaškovou kanalizaci, stávající sloužila pouze pro odvod dešťové vody.
| Rok            | 1850 | 1869 | 1880 | 1890 | 1900 | 1910 | 1921 | 1930 | 1950 | 1961 | 1970 | 1980 | 1991 | 2001 |
| -------------- | ---- | ---- | ---- | ---- | ---- | ---- | ---- | ---- | ---- | ---- | ---- | ---- | ---- | ---- |
| Počet obyvatel | 217  | 198  | 215  | 219  | 195  | 198  | 218  | 232  | 179  | 177  | 179  | 171  | 156  | 183  |

## Geografie

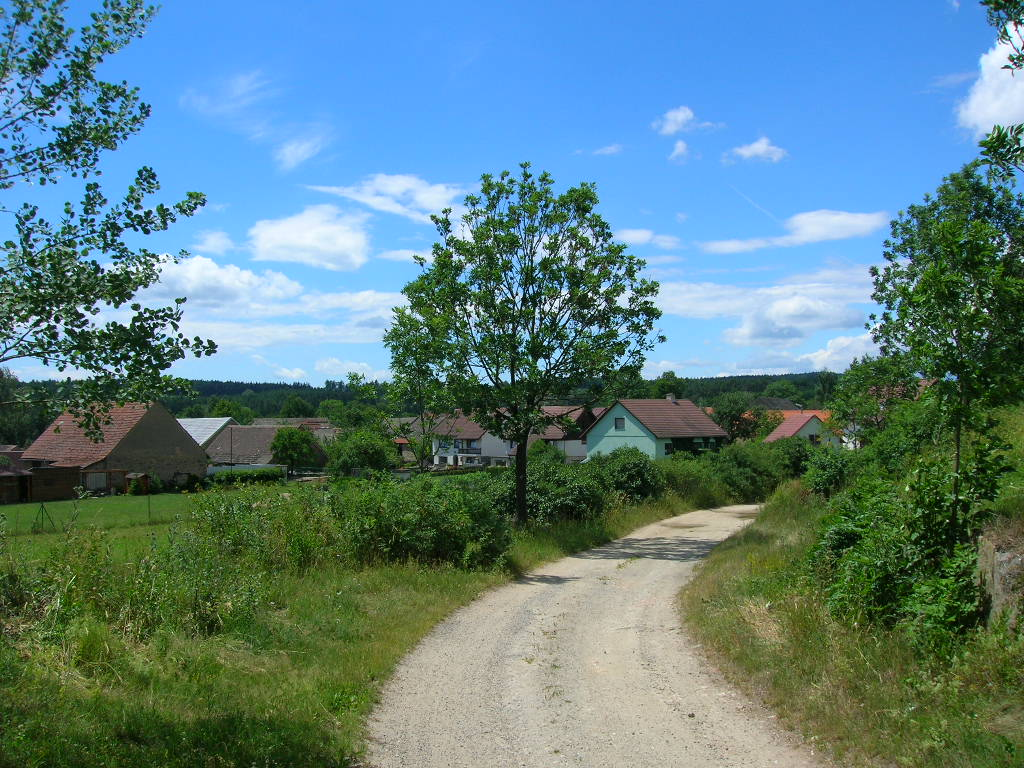
Cesta od severovýchodu kolem Cyrila a Metoděje

Pocoucov se nachází v kraji Vysočina v okrese Třebíč. Nejbližším městem je Třebíč vzdálená od Pocoucova 3,5 kilometru jižně, jejíž je Pocoucov součástí. Pocoucov spojuje s Třebíčí silnice II/360, která pokračuje dále na dálnici D1 přes Velké Meziříčí. V současné době[kdy?] je tato silnice rekonstruována a stává se důležitou spojnicí Třebíče s dálnicí.
V blízkosti Pocoucova teče potok Lubí, levostranný přítok řeky Jihlavy. Do něho se zde vlévá Okřešický potok.
Samotný střed vesnice leží západně od silnice z Třebíče. Náves má půdorys nepravidelného trojúhelníku a stojí na ní kaplička zasvěcená svatým Petru a Pavlu. Z návsi vycházejí tři významnější ulice a všechny končí na hlavní silnici. V roce 2015 došlo k opravě silnice mezi Pocoucovem a Třebíčí, problémy však setrvávají ve vesnici, kdy nejsou opraveny chodníky a není připraven přechod u autobusové zastávky. Dále se připravují práce na obchvatu vesnice, kde je problémem výkup pozemků.

## Územní vývoj

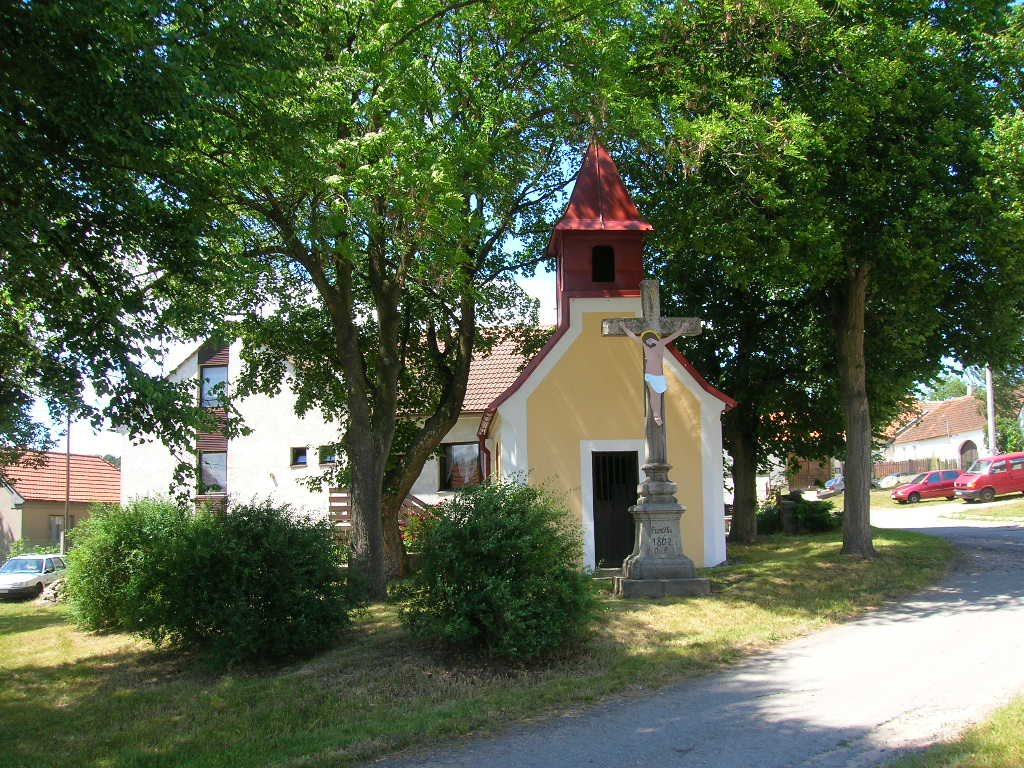
Náves s křížem a kapličkou sv. Petra a Pavla

Samotný střed vesnice pocházející již z roku 1101 se nachází vlevo, západně od hlavní silnice z Třebíče do Velkého Meziříčí. V centru leží trojúhelníková náves. Kolem ní byly postupně vystavěny domy. Když se stal tento prostor nedostačujícím, byly stavěny domy i podél čtyř hlavních cest vedoucích z návsi. Na západním konci pak vzniklo i několik zemědělských dvorů.
Po druhé světové válce bylo nedaleko vesnice postaveno zemědělské družstvo. Větší expanzi zažila vesnice ještě v devadesátých letech 20. století, kdy byla postavena asi desítka domů napravo od hlavní silnice na místě dřívějšího stromořadí.
Roku 2001 bylo v Pocoucově celkem 59 domovních čísel a žilo zde 183 obyvatel.
| Mapa Pocoucova z Prvního vojenského mapování | Mapa Pocoucova z Druhého vojenského mapování | Mapa Pocoucova z Třetího vojenského mapování | Přehledový plánek zachycující dnešní situaci |
| 1764–1768                                    | 1836–1852                                    | 1876–1878                                    | 2009                                         |
| -------------------------------------------- | -------------------------------------------- | -------------------------------------------- | -------------------------------------------- |

## Hospodářství a politika
Obyvatelé Pocoucova, který je součástí Třebíče, mají možnost účastnit se voleb do zastupitelstva města Třebíče.
V rámci celého města v posledních volbách roku 2006 zvítězila ODS a získala tak 6 z 27 mandátů. Posléze byla vytvořena koalice stran ODS, ČSSD a KDU-ČSL. V Pocoucově zvítězila strana Heřman zpátky na radnici!, která obsadila druhé místo se ziskem 5 mandátů a je nyní v opozici.
V předchozích volbách do zastupitelstva města v roce 2002 v Pocoucově zvítězilo SNK Břehy, které je svým programem poměrně blízké straně Heřman zpátky na radnici!, která měla úspěch v Pocoucově o čtyři roky později a po volbách roku 2006 se také ocitlo v opozici. Tehdy skončilo v rámci celého města se čtyřmi mandáty čtvrté.
V rámci regionu zde v posledních volbách do zastupitelstva kraje Vysočina zvítězila Česká strana sociálně demokratická, jako ve většině místních částí Třebíče i ve většině obcí v kraji.
Ve vesnici nepůsobí žádná větší společnost, ale pouze drobní podnikatelé.

## Kultura
Žáci z Pocoucova museli v 19. století docházet do nedaleké vesnice Trnavy, ke které byl Pocoucov přiškolen. Když byla tamní škola roku 1908 rozšířena a začalo se uvažovat a přidání další třídy a vytvoření tak školy trojtřídní, objevily se návrhy na založení školy vlastní, pococucovské. To však nebylo v zájmu obce Trnava, která se proto nechtěla svého poplatníka vzdát. Komisionálním jednáním tudíž bylo rozhodnuto, že škola v Pocoucově vystavěna nebude. Jako hlavní důvod byla uvedena vzdálenost obou vesnic, která byla pouze tři kilometry a cesta byla dobře schůdná i v zimě, a průměrný počet dětí ve vesnici.
K dalšímu jednání došlo, až když obyvatelé Pocoucova prohlásili, že by byli ochotni uhradit veškeré náklady spojené s výstavbou školy. Poté nastal příznivý obrat a Pocoucovu bylo povoleno zřídit si školu. Své prozatímní místo tehdy našla v jednom selském stavení. Zde bylo roku 1911 započato vyučování, když se do vesnice přistěhoval učitel z Trnavy a trnavská škola zapůjčila lavice, tabuli a další učební pomůcky. Samotná stavba školní budovy pak vyšla na 18 tisíc korun, z toho byly 3 tisíce korun uhrazeny státem. V lednu roku 1915 bylo požádáno o osamostatnění školy. Této žádosti bylo vyhověno a škola byla zařazena mezi jednotřídní. Prvním správcem se stal dosavadní učitel.
Školní budova dnes stojí těsně u hlavní silnice z Třebíče a od zániku školy je využívána jako kulturní dům pro místní obyvatelstvo.
V této budově nyní také působí pobočka Městské knihovny Třebíč. Do roku 2008 působila v prozatímních prostorách. Ty však potřebám knihovny již nevyhovovaly, a tak se Město Třebíč rozhodlo pro knihovnu najít prostory nové. Jejím sídlem se nakonec stala bývalá škola, ve které byly rekonstruovány dvě místnosti. V lednu 2009 byla nová pobočka knihovny slavnostně otevřena. Knihovna má nyní k dispozici celkem 350 knih pro děti i dospělé.

## Památky a zajímavosti
- kaplička sv. Petra a Pavla stojící na návsi
- kamenný kříž, nazývaný Zkamenělá bába, stojící nalevo při silnici do Třebíče s vytesaným letopočtem 1662 – je s ním spojeno několik pověstí
- Syenitové skály u Pocoucova – přírodní památka ležící severozápadně od Pocoucova

## Ochrana přírody

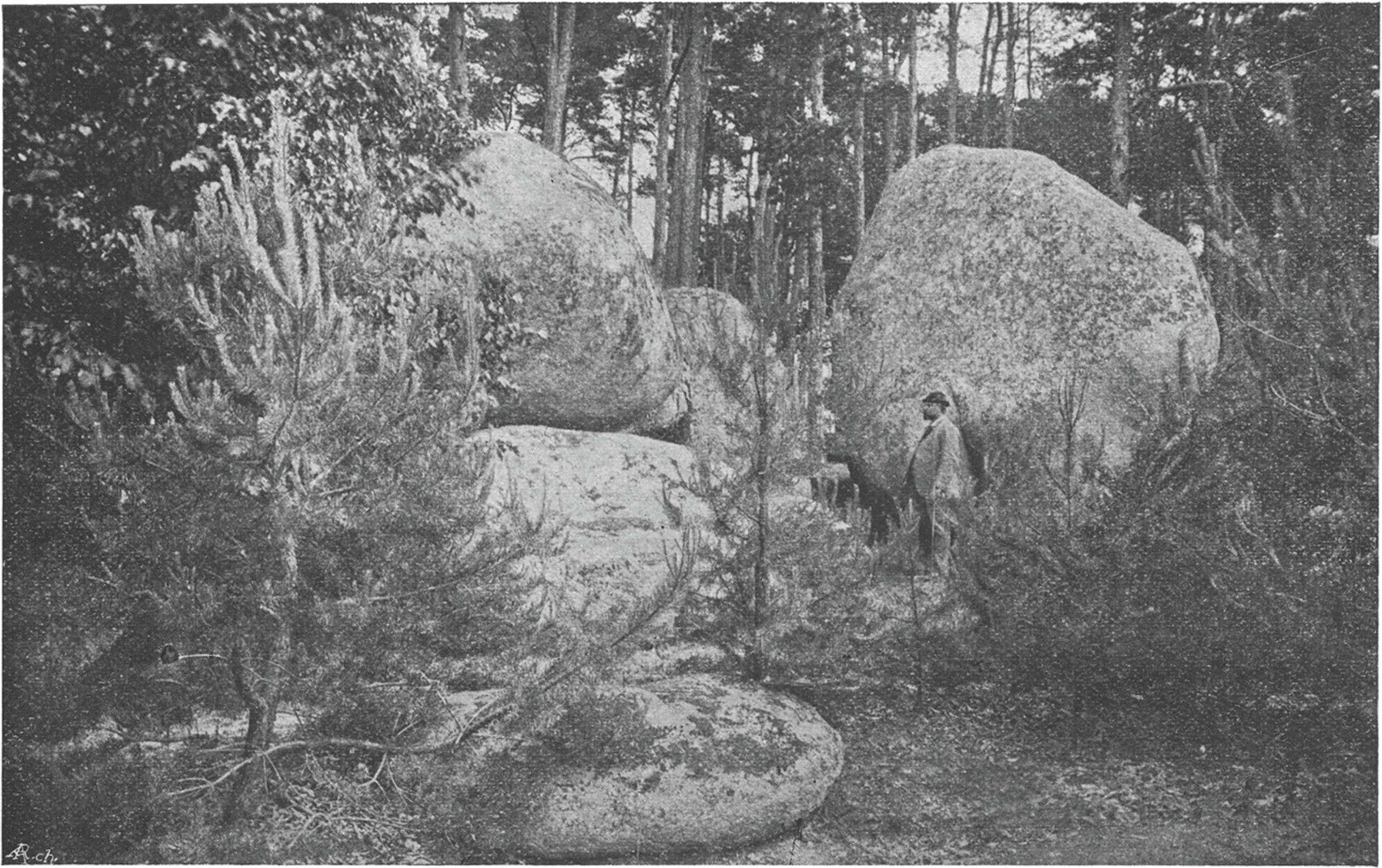
Syenitové skály nedaleko Pocoucova

Pocoucov leží v přírodním parku Třebíčsko. Nedaleko vesnice se také nachází přírodní památka Syenitové skály u Pocoucova.
V celém blízkém okolí se tak vyskytují velké žulové – syenitové – balvany. Tyto kameny dříve poskytovaly obživu také několika kameníkům, kteří ve vesnici žili. Množství z nich bylo spotřebováno při stavbě transversální dráhy z Brna do Jihlavy v letech 1885–1886. Z tohoto kamene jsou vystavěny též pilíře Smetanova mostu v Třebíči na Jejkově.
V roce 2020 byla zrušena čistička odpadních vod v obci a byla zbořena, splašky jsou nově odváděny do třebíčské čističky.